# Bagno a mezzanotte
Bagno a mezzanotte è un singolo della cantante italiana Elodie, pubblicato il 9 marzo 2022 come secondo estratto dal quarto album in studio OK. Respira.

## Descrizione
Il brano, scritto da Elisa (che canta il bridge) con la produzione di Zef e Marz, è stato descritto da Elodie attraverso la seguente dichiarazione:

L'8 marzo la cantante ha spiegato che i proventi derivanti dalle vendite della canzone saranno devoluti ai progetti curati da Save the Children per sostenere la popolazione ucraina in seguito al conflitto russo-ucraino, motivando che «Moltissimi bambini, tanti dei quali piccolissimi, stanno perdendo in queste ore le loro case, le proprie famiglie, la propria quotidianità e il futuro. La guerra, con tutto quello che porta con sé, lascerà un segno indelebile nelle loro vite. Rimanere inermi è impossibile». Riguardo all'iniziativa, la direttrice generale di Save the Children, Daniela Fatarella, ha raccontato:

## Promozione
Il 30 maggio 2022, nel corso de tre concerti tenuti all'Arena di Verona per l'Heroes Festival 2022 diretti da Elisa, la cantante ha eseguito assieme ad Elodie i singoli Vertigine e Bagno a mezzanotte, esibizioni in seguito incluse nell'album dal vivo di Elisa Back to the Future Live, pubblicato il 16 settembre dello stesso anno. Nel mese di giugno Bagno a mezzanotte è stato scelto come l'inno del Pride di Roma, evento in cui Elodie, attiva sostenitrice dei diritti del mondo LGBTQ+, ha partecipato come madrina.

## Accoglienza
Giulia Ciavarelli di TV Sorrisi e Canzoni scrive che il brano «racconta l'importanza di essere ciascuno la sorgente della propria felicità, senza aspettare l'approvazione o il giudizio degli altri». Mario Manca di Vanity Fair descrive il ritorno da solista della cantante «esplosivo» definendo le nuove scelte artistiche della cantante sempre più «poliedriche». Il giornalista si sofferma inoltre sul video, associandolo a Single Ladies (Put a Ring on It) di Beyoncé.

## Video musicale
Il video è stato reso disponibile attraverso il canale YouTube della cantante il giorno della sua commercializzazione. La regia è stata affidata ai Morelli Brothers con la direzione artistica di Bradley Dickinson, mentre le coreografie sono state curate dal vincitore della categoria ballo della quindicesima edizione di Amici di Maria De Filippi, Gabriele Esposito.
 

Nel video è presente una citazione dal film Basic Instinct di Paul Verhoeven, con la reinterpretazione dalla performer Ambrosia di una scena originariamente recitata da Sharon Stone. Riguardo alla citazione cinematografica Elodie ha commentato:

## Tracce
Testi e musiche di Elisa Toffoli, Zef e Marz.
Download digitale
1. Bagno a mezzanotte – 2:58

Download digitale – remix
1. Bagno a mezzanotte (NPLC & Ema Stokholma Remix) – 3:41

## Classifiche

### Classifiche settimanali
| Classifica (2022) | Posizione massima |
| ----------------- | ----------------- |
| Italia            | 4                 |

### Classifiche di fine anno
| Classifica (2022) | Posizione |
| ----------------- | --------- |
| Italia            | 17        |